# مافيا المثليين
مافيا المثليين والمافيا المخمليّة وغيزتابو ولوبي المثليين ومافيا الخزامى وهومينترن، وما إلى ذلك هي مصطلحاتٌ مسيئة للتأثير المتفاوت المزعوم خلف الكواليس لمجموعات حقوق المثليين حسب الدولة أو الإقليم ومجتمع الميم في السياسة والإعلام والثقافة والدين والحياة اليومية، إلى جانب دعم «أجندة المثليين» المتصوّرة.

## الاستخدام

### هومينترن
يمكن العثور على مرجعٍ مكتوبٍ مبكر لمصطلح «هومينترن» في عام 1937، عندما أشار الباحث الكلاسيكي موريس باورا إلى نفسه كعضوٍ في مثل هذا المجتمع (كان باورا مثليّ الجنس). ومع ذلك، هناك ادعاءاتٌ متضاربة حول هويّة الشخص الذي صاغ هذا المصطلح -بما في ذلك جوسلين بروك وويستن هيو أودن وهارولد نورس. استخدم أودن المصطلح في «ريفيو الباريسية» قي عام 1950؛ إذ اشتقّه من مصطلح كومنترن (الشيوعية الدولية)، الذي كان المقصود منه مجتمع المثليين الدولي.
كما استخدم عضو مجلس الشيوخ الأمريكي جوزيف مكارثي كلمة «هومينترن» أثناء الذعر المكّارثي، إذ استخدمها للادعاء بأن إدارات فرانكلين ديلانو روزفلت وهاري إس. ترومان عُيّنت بهدف تدمير أمريكا من الداخل. بُذِلت محاولاتٌ لربط الشيوعية والمثلية الجنسية، باستخدام «هومينترن» كتوريةٍ لمصطلح «كومنترن» (الاسم المختصر للشيوعية الدولية). ولكن الكلمة استُخدِمت بغرض السخرية من أولئك الذين يناصرون حقوق المثليين.
ظهر مصطلح هومينترن أيضًا في عددٍ من مقالات المجلّات واسعة الانتشار خلال ستينيات القرن العشرين - مثل رامبارتس، التي نشرت في عام 1966 مقالًا كتبه جين مارين حول الهومينترن. استُخدمت بإسهاب في مجلة ناشونال ريفيو المحافظة. كان ويليام فرانك باكلي جونيور يودّ التحذير من مكائد الهومينترن في برنامجه الحواري التلفزيوني فايرين لاين (خط النار) -بعد أن شُحِن بالمعتقد المحافظ الذي ينصّ على أن الهومينترن تلاعبوا عن سابق قصد بالثقافة لتشجيع المثلية الجنسية من خلال الترويج لبرامج المخيّم مثل المسلسل التلفزيوني الشهير في ستينيات القرن العشرين باتمان. غالبًا ما أظهرت مقالات المجلّات اللون الخزامي وكان يطلق على الهومينترن أحيانًا «مؤامرة الخزامى». ادُّعي لاحقًا أنه كانت هناك شبكةٌ عالمية سرّيّة لمالكي المعارض الفنية المثليين ومشرفي الباليه ومنتجي الأفلام والمديرين التنفيذيين لشركات التسجيل والمصوّرين الذين حدّدوا من وراء الكواليس من سيصبح ناجحًا من الفنانين والراقصين والممثلين وعارضي الأزياء.
استخدم المؤرّخ مايكل إس. شيري مصطلح خطاب الهومينترن للإشارة إلى «مجموعةٍ عشوائية من الأفكار والاتهامات حول الحضور الإبداعي للمثليين».

### المافيا

#### مافيا مثليي الجنس
كان الاستخدام المبكر للمصطلح عندما اقترح الناقد الإنجليزي كينيث تينان مقالًا إلى إيه. سي. سبيكتورسكي (محرّر مجلّة بلاي بوي) في أواخر عام 1967 بعنوان «مافيا مثليي الجنس» في الفنون. رفض سبيكتورسكي، على الرغم من أنه اعترف بأن «كلاب الثقافة كانت تكرّم الشواذ كما لم تفعل من قبل». ويُزعم أن تينان كان يستمتع بارتداء ملابس الجنس الآخر. أدارت بلاي بوي لاحقًا لجنةً حول قضايا المثليين في أبريل 1971.